# Stellothyriella graminis
Stellothyriella graminis är en svampart som först beskrevs av Lewis Edgar Wehmeyer, och fick sitt nu gällande namn av Bat. & Cif. 1959. Stellothyriella graminis ingår i släktet Stellothyriella, divisionen sporsäcksvampar och riket svampar.   Inga underarter finns listade i Catalogue of Life.